# Microdesmus dipus
Microdesmus dipus är en fiskart som beskrevs av Günther, 1864. Microdesmus dipus ingår i släktet Microdesmus och familjen Microdesmidae. IUCN kategoriserar arten globalt som otillräckligt studerad. Inga underarter finns listade i Catalogue of Life.